# Giraldilla 2006
Die Giraldilla 2006 (auch Cuba International 2006 genannt) im Badminton fanden vom 23. bis zum 26. März 2006 in Havanna statt.

## Sieger und Platzierte
| Disziplin    | Gold                            | Silber                              | Bronze                                |
| ------------ | ------------------------------- | ----------------------------------- | ------------------------------------- |
| Herreneinzel | Pablo Abián                     | Ilian Perez                         | Stephan Wojcikiewicz                  |
| Herreneinzel | Pablo Abián                     | Ilian Perez                         | Lazaro Yonier Jerez                   |
| Dameneinzel  | Agnese Allegrini                | Yoana Martínez                      | Solángel Guzmán                       |
| Dameneinzel  | Agnese Allegrini                | Yoana Martínez                      | Dailenis de la Uz                     |
| Herrendoppel | Lázaro Yonier Jérez Ilian Perez | Yunier Alvarez Alexander Hernández  | Erick Calello Osleni Guerrero         |
| Herrendoppel | Lázaro Yonier Jérez Ilian Perez | Yunier Alvarez Alexander Hernández  | Giovanni Traina Paolo Viola           |
| Damendoppel  | Solángel Guzmán Isaura Medina   | Leydi Edith Mora Lisandra Suárez    | Cynthia Calderon Alejandra Monteverde |
| Damendoppel  | Solángel Guzmán Isaura Medina   | Leydi Edith Mora Lisandra Suárez    | Marisleydis Diaz Maria Hernandez      |
| Mixed        | Yunier Alvarez Isaura Medina    | Lazaro Yonier Jerez Lisandra Suárez | Ilian Perez Solángel Guzmán           |
| Mixed        | Yunier Alvarez Isaura Medina    | Lazaro Yonier Jerez Lisandra Suárez | Kevin Cordón Annelisse Micheo         |